# Catedral de San Boris y Gleb
La catedral de San Boris y Gleb (del ruso: Борисоглебский собор), en letón: Svēto Borisa un Gļeba pareizticīgo katedrāle es una catedral ortodoxa ubicada en Daugavpils, en Letonia. La capacidad de la catedral es de 5.000 fieles, siendo la mayor iglesia ortodoxa del país.
La catedral está situada en el barrio de Jaunbūve (Novoye Stroyenie) en la Colina de la iglesia (Baznīckalns, Церковная горка), junto con la Iglesia Católica Inmaculada Concepción, la Catedral de Martín Lutero y la Casa de Oración de Daugavpils.

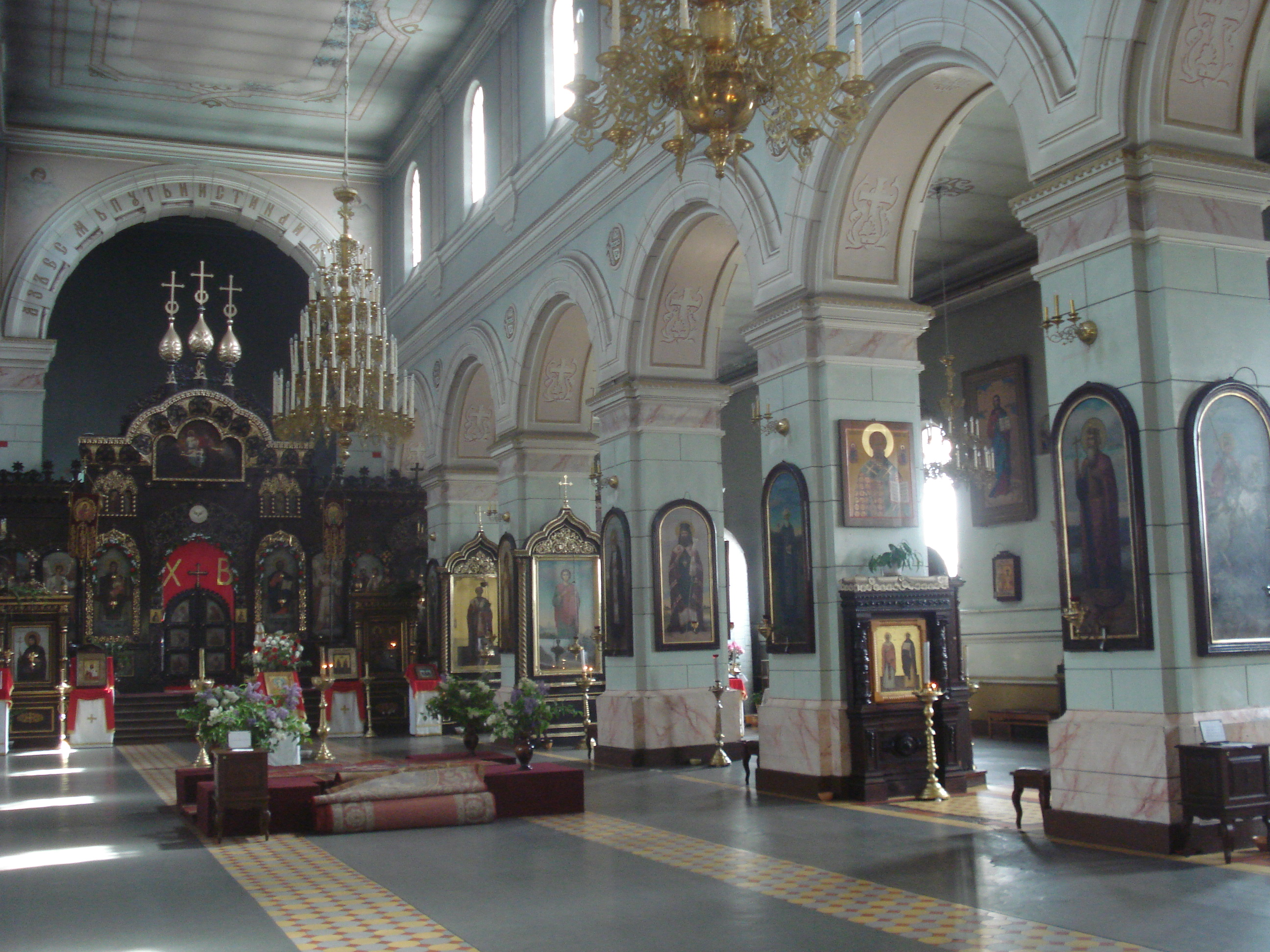
Interior de la catedral

Una iglesia fue construida en el mismo emplazamiento en 1866 por orden del gobernador general del krai del Noroeste Konstantin von Kaufman para las necesidades de la guarnición local y fue consagrada en honor del emperador Constantino I y su madre Helena de Constantinopla.
La iglesia contemporánea fue construida entre 1904 y 1905, siendo los trabajos de construcción financiados por los militares.